# Caturiges

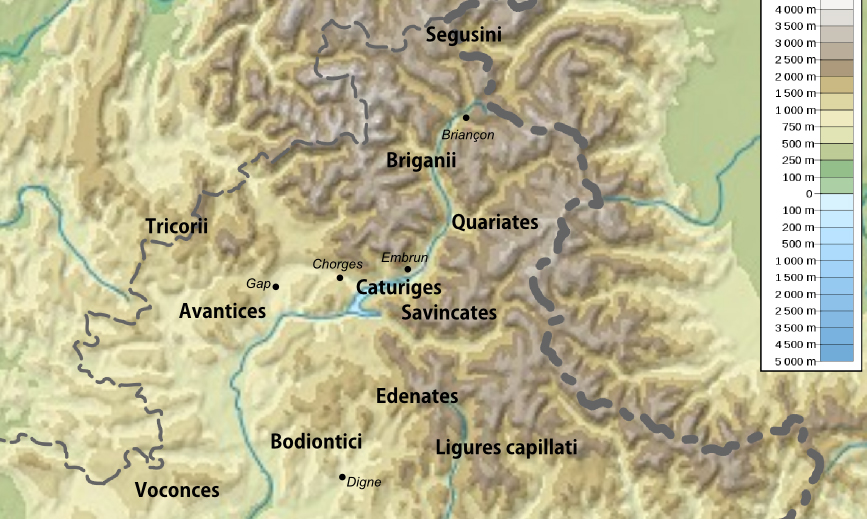
het gebied van de Caturiges

De Caturiges (Latijn: Caturiges, Grieks: Κατόριγες), vormden een Gallische stam, die in de Alpes Maritimae, een Romeinse provincie. Hun grondgebied bevond zich eerst rond de rivier de Druentia in het huidige Durance, en ten westen van Vapincum. Later breidden ze het echter uit in de richting van Viennensis en Narbonensis. De stamnaam is afgeleid van de naam van de Gallische oorlogsgod, Caturix, die overeenkomsten vertoont met Mars, in de Romeinse religie.
De Caturiges worden ook genoemd door Caesar in zijn Commentarii de Bello Gallico, 1.10.
...Hier (in de Alpen), proberen de Ceutronen, de Graioceli en de Caturiges, die de hoger gelegen gebieden in bezit genomen hebben, om het leger te hinderen in zijn mars. Nadat hij hen in verschillende veldslagen op de vlucht gejaagd had, arriveerde hij in het territorium van de Vocontii in de Verre Provincie, op de zevende dag vanaf Ocelum, dat het meest afgelegen dorp in de Hither Provincie is. Vandaar leidt hij zijn leger in het land van de Allobroges, ...